# Лулонга
Лулонга — река в Экваториальной провинции Демократической Республики Конго. Является левым притоком реки Конго. Длина — 180 км. Площадь водосборного бассейна около 77 000 км².
Образуется слиянием рек Лопори и Маринга у города Басанкусу. Река Лулонга судоходна на всём протяжении.